# Delray Beach Open
Delray Beach Open je profesionální tenisový turnaj mužů konaný ve floridském Delray Beach. Založen byl v roce 1993. Na okruhu ATP Tour se od sezóny 2009 řadí do kategorie ATP Tour 250. Probíhá během února v areálu Delray Beach Tennis Center, v němž jsou otevřené dvorce s tvrdým povrchem. V období 1993–1999 se odehrával na zelené antuce. 

## Historie
Delray Beach Open byl založen v roce 1993 a do sezóny 1998 se konal ve floridském Coral Springs. Premiérovým vítězem dvouhry se stal Američan Todd Martin, který si tak připsal první titul kariéry na profesionálním okruhu. Do soutěže dvouhry nastupuje dvacet osm tenistů a čtyřhry se účastní šestnáct párů. V důsledku změn pro koronavirovou infekci byl turnaj v sezóně 2021 přesunut do první poloviny ledna a celý ročník ATP otevíral.
V mužské dvouhře získali nejvyšší počet dvou titulů Australan Jason Stoltenberg, Američan Jan-Michael Gambill, Belgičan Xavier Malisse, Lotyš Ernests Gulbis a Američan Taylor Fritz. Pouze Stoltenberg (1996 a 1997) a Fritz (2023 a 2024) dokázali trofeje obhájit. V mužské čtyřhře drží rekord americká dvojčata Bob a Mike Bryanovi, kteří turnaj ovládli čtyřikrát. Obě soutěže v jediném ročníku vyhráli Woodbridge (1995),  Gambill (2001), Malisse (2007) a Miomir Kecmanović (2025).

## Přehled názvů
- 1993–1998: America's Red Clay Tennis Championship (hráno v Coral Springs)
- 1999–2001: Citrix Tennis Championships
- 2002–2003: International Tennis Championships Delray Beach
- 2004–2005: Millennium International Tennis Championships
- 2006–2013: Delray Beach International Tennis Championships
- 2014–2015: Delray Beach Open by The Venetian Las Vegas
- 2016: Delray Beach Open
- 2017–2018: Delray Beach Open 25+Years
- 2019–2023: Delray Beach Open by VITACOST.com
- od 2024: Delray Beach Open

## Přehled finále

### Dvouhra
| Rok  | vítěz                   | finalista                   | výsledek                |
| ---- | ----------------------- | --------------------------- | ----------------------- |
| 2025 | Miomir Kecmanović       | Alejandro Davidovich Fokina | 3–6, 6–1, 7–5           |
| 2024 | Taylor Fritz (2)        | Tommy Paul                  | 6–2, 6–3                |
| 2023 | Taylor Fritz            | Miomir Kecmanović           | 6–0, 5–7, 6–2           |
| 2022 | Cameron Norrie          | Reilly Opelka               | 7–6(7–1), 7–6(7–4)      |
| 2021 | Hubert Hurkacz          | Sebastian Korda             | 6–3, 6–3                |
| 2020 | Reilly Opelka           | Jošihito Nišioka            | 7–5, 6–7(4–7), 6–2      |
| 2019 | Radu Albot              | Daniel Evans                | 3–6, 6–3, 7–6(9–7)      |
| 2018 | Frances Tiafoe          | Peter Gojowczyk             | 6–1, 6–4                |
| 2017 | Jack Sock               | Milos Raonic                | bez boje                |
| 2016 | Sam Querrey             | Rajeev Ram                  | 6–4, 7–6(8–6)           |
| 2015 | Ivo Karlović            | Donald Young                | 6–3, 6–3                |
| 2014 | Marin Čilić             | Kevin Anderson              | 7–6(8–6), 6–7(7–9), 6–4 |
| 2013 | Ernests Gulbis (2)      | Édouard Roger-Vasselin      | 7–6(7–3), 6–3           |
| 2012 | Kevin Anderson          | Marinko Matosevic           | 6–4, 7–6(7–2)           |
| 2011 | Juan Martín del Potro   | Janko Tipsarević            | 6–4, 6–4                |
| 2010 | Ernests Gulbis          | Ivo Karlović                | 6–2, 6–3                |
| 2009 | Mardy Fish              | Jevgenij Koroljov           | 7–5, 6–3                |
| 2008 | Kei Nišikori            | James Blake                 | 3–6, 6–1, 6–4           |
| 2007 | Xavier Malisse (2)      | James Blake                 | 5–7, 6–4, 6–4           |
| 2006 | Tommy Haas              | Xavier Malisse              | 6–3, 3–6, 7–6(7–5)      |
| 2005 | Xavier Malisse          | Jiří Novák                  | 7–6(8–6), 6–2           |
| 2004 | Ricardo Mello           | Vincent Spadea              | 7–6(7–2), 6–3           |
| 2003 | Jan-Michael Gambill (2) | Mardy Fish                  | 6–0, 7–6(7–5)           |
| 2002 | Davide Sanguinetti      | Andy Roddick                | 6–4, 4–6, 6–4           |
| 2001 | Jan-Michael Gambill     | Xavier Malisse              | 7–5, 6–4                |
| 2000 | Stefan Koubek           | Alex Calatrava              | 6–1, 4–6, 6–4           |
| 1999 | Lleyton Hewitt          | Xavier Malisse              | 6–4, 6–7(2–7), 6–1      |
| 1998 | Andrew Ilie             | Davide Sanguinetti          | 7–5, 6–4                |
| 1997 | Jason Stoltenberg (2)   | Jonas Björkman              | 6–0, 2–6, 7–5           |
| 1996 | Jason Stoltenberg       | Chris Woodruff              | 7–6(7–4), 2–6, 7–5      |
| 1995 | Todd Woodbridge         | Greg Rusedski               | 6–4, 6–2                |
| 1994 | Luiz Mattar             | Jamie Morgan                | 6–4, 3–6, 6–3           |
| 1993 | Todd Martin             | David Wheaton               | 6–3, 6–4                |

### Čtyřhra
| Rok  | vítězové                            | finalisté                          | výsledek                   |
| ---- | ----------------------------------- | ---------------------------------- | -------------------------- |
| 2025 | Miomir Kecmanović Brandon Nakashima | Christian Harrison Evan King       | 7–6(7–3), 1–6, [10–3]      |
| 2024 | Julian Cash Robert Galloway         | Santiago González Neal Skupski     | 5–7, 7–5, [10–2]           |
| 2023 | Marcelo Arévalo Jean-Julien Rojer   | Rinky Hijikata Reese Stalder       | 6–3, 6–4                   |
| 2022 | Marcelo Arévalo Jean-Julien Rojer   | Oleksandr Nedověsov Ajsám Kúreší   | 6–2, 6–7(5–7), [10–4]      |
| 2021 | Ariel Behar Gonzalo Escobar         | Christian Harrison Ryan Harrison   | 6–7(5–7), 7–6(7–4), [10–4] |
| 2020 | Bob Bryan Mike Bryan                | Luke Bambridge Ben McLachlan       | 3–6, 7–5, [10–5]           |
| 2019 | Bob Bryan Mike Bryan                | Ken Skupski Neal Skupski           | 7–6(7–5), 6–4              |
| 2018 | Jack Sock Jackson Withrow           | Nicholas Monroe John-Patrick Smith | 4–6, 6–4, [10–8]           |
| 2017 | Raven Klaasen Rajeev Ram            | Treat Conrad Huey Max Mirnyj       | 7–5, 7–5                   |
| 2016 | Oliver Marach Fabrice Martin        | Bob Bryan Mike Bryan               | 3–6, 7–6(9–7), [13–11]     |
| 2015 | Bob Bryan Mike Bryan                | Raven Klaasen Leander Paes         | 6–3, 3–6, [10–6]           |
| 2014 | Bob Bryan Mike Bryan                | František Čermák Michail Jelgin    | 6-2, 6-3                   |
| 2013 | James Blake Jack Sock               | Horia Tecău Max Mirnyj             | 6–4, 6–4                   |
| 2012 | Colin Fleming Ross Hutchins         | Michal Mertiňák André Sá           | 2–6, 7–6(7–5), [15–13]     |
| 2011 | Scott Lipsky Rajeev Ram             | Christopher Kas Alexander Peya     | 4–6, 6–4, [10–3]           |
| 2010 | Bob Bryan Mike Bryan                | Philipp Marx Igor Zelenay          | 6–3, 7–6(7–3)              |
| 2009 | Bob Bryan Mike Bryan                | Marcelo Melo André Sá              | 6–4, 6–4                   |
| 2008 | Max Mirnyj Jamie Murray             | Bob Bryan Mike Bryan               | 6–4, 3–6, [10–6]           |
| 2007 | Xavier Malisse Hugo Armando         | James Auckland Stephen Huss        | 6–3, 6–7(4–7), [10–5]      |
| 2006 | Mark Knowles Daniel Nestor          | Chris Haggard Wesley Moodie        | 6–2, 6–3                   |
| 2005 | Simon Aspelin Todd Perry            | Jordan Kerr Jim Thomas             | 6–3, 6–3                   |
| 2004 | Leander Paes Radek Štěpánek         | Gastón Etlis Martín Rodríguez      | 6–0, 6–3                   |
| 2003 | Leander Paes Nenad Zimonjić         | Raemon Sluiter Martin Verkerk      | 7–5, 3–6, 7–5              |
| 2002 | Martin Damm Cyril Suk               | David Adams Ben Ellwood            | 6–4, 6–7(5–7), [10–5]      |
| 2001 | Jan-Michael Gambill Andy Roddick    | Thomas Shimada Myles Wakefield     | 6–3, 6–4                   |
| 2000 | Brian MacPhie Nenad Zimonjić        | Joshua Eagle Andrew Florent        | 7–5, 6–4                   |
| 1999 | Max Mirnyj Nenad Zimonjić           | Doug Flach Brian MacPhie           | 7–6(7–3), 3–6, 6–3         |
| 1998 | Grant Stafford Kevin Ullyett        | Mark Merklein Vince Spadea         | 7–5, 6–4                   |
| 1997 | Dave Randall Greg van Emburgh       | Luke Jensen Murphy Jensen          | 6–7, 6–2, 7–6              |
| 1996 | Todd Woodbridge Mark Woodforde      | Ivan Baron Brett Hansen-Dent       | 6–3, 6–3                   |
| 1995 | Todd Woodbridge Mark Woodforde      | Sergio Casal Emilio Sánchez        | 6–3, 6–1                   |
| 1994 | Lan Bale Brett Steven               | Ken Flach Stéphane Simian          | 6–3, 7–5                   |
| 1993 | Patrick McEnroe Jonathan Stark      | Paul Annacone Doug Flach           | 6–4, 6–3                   |

## Rekordy
| Dvouhra                  | Dvouhra  | Dvouhra                                                                          |
| Rekord                   | Rekord   | držitelé rekordu                                                                 |
| ------------------------ | -------- | -------------------------------------------------------------------------------- |
| Nejvíce titulů           | 2        | Jason Stoltenberg Jan-Michael Gambill Xavier Malisse Ernests Gulbis Taylor Fritz |
| Nejvíce vyhraných zápasů | 26       | Xavier Malisse                                                                   |
| Nejmladší vítěz          | 18 let   | Kei Nišikori (2008)                                                              |
| Nejstarší vítěz          | 35 let   | Ivo Karlović (2015)                                                              |
| Nejvýše postavený vítěz  | 7. ATP   | Taylor Fritz (2023)                                                              |
| Nejníže postavený vítěz  | 244. ATP | Kei Nišikori (2008)                                                              |
| Čtyřhra                  |          |                                                                                  |
| Nejvíce titulů           | 4        | Bob Bryan Mike Bryan                                                             |